# Arlette Gilbert
Arlette Gilbert est une comédienne française, née le 24 décembre 1926 à Saint-Germain-en-Laye et morte le 22 juillet 2019 dans la même ville.

## Biographie
Née Arlette Eugénie Bussereau à Saint-Germain-en-Laye le 24 décembre 1926, Arlette Gilbert débute au théâtre en 1948 dans le cours d'Henri Bosc.
Elle s'illustre dans un grand nombre de créations de la compagnie Jacques Fabbri aux côtés notamment de Paulette Frantz.

## Filmographie

### Cinéma
- 1960 : Le Bouclier, court métrage de Georges Rouquier
- 1962 : Adieu Philippine de Jacques Rozier : la mère de Michel
- 1965 : Les Pieds dans le plâtre, de Jacques Fabbri et Pierre Lary
- 1970 : Le Cinéma de papa de Claude Berri
- 1982 : Légitime Violence de Serge Leroy : Mme Modot
- 1983 : J'ai épousé une ombre de Robin Davis : la sage-femme
- 1985 : L'Homme aux yeux d'argent de Pierre Granier-Deferre
- 1989 : La Vie et rien d'autre de Bertrand Tavernier : Valentine

### Télévision
- 1959 : La caméra explore le temps , épisode Le Drame des poisons : la fille de la Voisin.
- 1959 : Les Cinq Dernières Minutes :
  - Épisode Le Grain de sable de Claude Loursais : Adrienne Mouchin
  - Épisode Sans en avoir l'air de Claude Loursais : la bonne
- 1960 : Un beau dimanche de septembre de Marcel Cravenne : la servante
- 1961 : Les Cinq Dernières Minutes, épisode Épreuves à l'appui de Claude Loursais : la voisine
- 1972 : Les Boussardel de René Lucot : Ramelot
- 1974 : L'Aquarium de René Lucot : Mattea
- 1983 : L'Homme de la nuit de Juan Luis Buñuel
- 1984 : Jacques le fataliste et son maître de Claude Santelli : Jeanne
- 1991-1992 : Maguy (plusieurs épisodes) : Suzanne Dupuntel, la sœur de Cruchon
- 1992 : Mademoiselle Fifi ou Histoire de rire, téléfilm de Claude Santelli : Hermance
- 1993 : L'Affaire Seznec d'Yves Boisset : Angèle

## Théâtre
- 1993 : Le Canard à l'orange, de William Douglas-Home : Mme Grey

Au théâtre ce soir
- 1966 :  La Grande Oreille de Pierre-Aristide Bréal, mise en scène Jacques Fabbri, réalisation Georges Folgoas, théâtre Marigny - Félicité
- 1968 :  Je veux voir Mioussov de Valentin Kataiev, mise en scène Jacques Fabbri, réalisation Pierre Sabbagh, théâtre Marigny - Le Docteur Kiriloff
- 1968 : Les Hussards de Pierre-Aristide Bréal, mise en scène Jacques Fabbri, réalisation Pierre Sabbagh, Théâtre Marigny - Cosima
- 1969 :  Les Suisses de Pierre-Aristide Bréal, mise en scène Jacques Fabbri, réalisation Pierre Sabbagh, théâtre Marigny - Angélique
- 1970 :  Les Joyeuses Commères de Windsor de William Shakespeare, mise en scène Jacques Fabbri, réalisation Pierre Sabbagh, théâtre Marigny -  Missis Quickly
- 1970 :  C'est malin de Fulbert Janin, mise en scène Jacques Fabbri, réalisation Pierre Sabbagh, théâtre Marigny - Adrienne
- 1971 : Misère et noblesse d'Eduardo Scarpetta, mise en scène Jacques Fabbri, réalisation Pierre Sabbagh, théâtre Marigny - Luisélla